# Varicopeza
Varicopeza is een geslacht van slakken uit de familie van de Cerithiidae. De wetenschappelijke naam van het geslacht is voor het eerst geldig gepubliceerd in 1976 door Gründel.

## Soorten
De volgende soorten zijn bij het geslacht ingedeeld:
- Varicopeza crystallina (Dall, 1881)
- Varicopeza pauxilla (A. Adams, 1855)